# エンジンコータロー
エンジンコータロー（1982年10月6日 - ）は、日本のお笑い芸人。大阪府高槻市出身。トゥインクル・コーポレーション所属。S-1グランプリ初代王者。

## 来歴
大阪府立高槻南高等学校卒業後、大阪芸術大学に進学。同大学の落語研究会に1年ほど所属し、4年生時の1年にはミルクボーイがいた。落研と別で立ち上げたフリーライブ「芸大漫才」にもミルクボーイは出演しており、そのライブ名が継承され現在に至るまで開催されている。同じ落研の後輩である植田紫帆（オダウエダ）曰く「大阪芸大落研の礎を築いた」。
当時の落研で出会った舘野忠臣（現・ネコニスズ）とコンビ「野球家族」を組み、しばらく大阪を拠点に活動後は2010年に上京してからマセキ芸能社の預かりとなるも、翌年8月を以て解散。
2016年11月、SMA NEET Projectに所属するも2018年5月に退所。その後は再びフリーを経て、2024年1月より『水曜日のダウンタウン』内の企画「S（スベリ）-1グランプリ」で優勝した実績を踏まえられトゥインクル・コーポレーション所属となる。

## 人物
体重60 kg（2024年時点）、血液型はO型。BWHはそれぞれ80・80・91（2011年時点）、足の大きさ26 cm。
趣味は音楽鑑賞、カラオケ、散歩、読書、絵を描くこと。特技はバスケットボール、まゆ毛に爪楊枝を乗せられること、コーラ早飲み。

## 芸風
主にコント。2024年現在、『R-1グランプリ』では出場した全ての年で1回戦敗退を喫している。S-1グランプリでは芸歴16年以上のみ出場権を得られるピン芸人の1人としてモグライダーの推薦で出場、最もスベっていたことで優勝を果たした。
野球家族時代は漫才をメインに演じていた。ミヤシタガクとのユニット「ミヤシタガクとエンジンコータロー」での活動経験もある。

## 賞レース成績

### R-1グランプリ（R-1ぐらんぷり）
| 年度(回)         | 日付                               | 結果                               | 会場                               | 備考                |
| ---------------- | ---------------------------------- | ---------------------------------- | ---------------------------------- | ------------------- |
| 2012年（第10回） | 1月27日                            | 1回戦敗退                          | 新宿シアターモリエール             |                     |
| 2013年（第11回） | 1月4日                             | 1回戦敗退                          | 新宿シアターモリエール             |                     |
| 2014年（第12回） | 1月4日                             | 1回戦敗退                          | 新宿シアターブラッツ               |                     |
| 2015年（第13回） | 1月8日                             | 1回戦敗退                          | よしもと幕張イオンモール劇場       |                     |
| 2016年（第14回） | 1月7日                             | 1回戦敗退                          | 新宿シアターモリエール             |                     |
| 2017年（第15回） | 2016年12月30日                     | 1回戦敗退                          | 新宿シアターモリエール             |                     |
| 2018年（第16回） | 1月7日                             | 1回戦敗退                          | 新宿シアターブラッツ               |                     |
| 2019年（第17回） | 1月7日                             | 1回戦敗退                          | 新宿シアターブラッツ               |                     |
| 2020年（第18回） | 1月11日                            | 1回戦敗退                          | 新宿シアターブラッツ               |                     |
| 2021年（第19回） | “芸歴10年以内”のルールに伴い不参加 | “芸歴10年以内”のルールに伴い不参加 | “芸歴10年以内”のルールに伴い不参加 | R-1グランプリに改称 |
| 2022年（第20回） | “芸歴10年以内”のルールに伴い不参加 | “芸歴10年以内”のルールに伴い不参加 | “芸歴10年以内”のルールに伴い不参加 |                     |
| 2023年（第21回） | “芸歴10年以内”のルールに伴い不参加 | “芸歴10年以内”のルールに伴い不参加 | “芸歴10年以内”のルールに伴い不参加 |                     |
| 2024年（第22回） | 1月7日                             | 1回戦敗退                          | シダックスカルチャーホール         | 芸歴10年制限が撤廃  |
| 2025年（第23回） | 2024年11月24日                     | 1回戦敗退                          | 恵比寿・エコー劇場                 |                     |

### その他
- M-1グランプリ2019 -「ミヤシタガクとエンジンコータロー」としてエントリーするも、不出場[29]。
- キングオブコント2019 - 2回戦進出[30][31]「ミヤシタガクとエンジンコータロー」として。
- スベリ-1グランプリ 優勝[11][12]

## 出演
- 全力!脱力タイムズ - 2018年8月10日（フジテレビ）[4]
- 水曜日のダウンタウン - 2023年12月6日・13日（TBSテレビ）[11]

## 単独ライブ
- 2017年10月29日 - TOUGH BOY（阿佐ヶ谷アートスペースプロット）
- 2018年4月27日 - アトミッククレイジードライブ2018〜2nd tough boy〜（阿佐ヶ谷アートスペースプロット）
- 2018年12月24日 -  good boy,good girl,good night,good christmas（新宿バッシュ!!）
- 2019年7月30日 - 令和の元年の7月の最後の方のエジコタロ（新宿バッシュ!!）
- 2022年3月14日 - １時間走りっぱなし単独ライブ「ガーシラのゴンッ」（ライヴ喫茶 亀）
- 2022年5月4日 - 60分走りっぱなし単独2!「スーパー39X!!」（高円寺北区民集会所 第一集会室）
- 2022年7月17日 - 60分走りっぱなし単独その3!「車～くるま～」（高円寺北区民集会所 第一集会室）
- 2022年8月19日 - 60分走りっぱなし単独その4!「風～かぜ～」（ライヴ喫茶 亀）
- 2022年12月17日 - 走りっぱなし単独ライブ 「スパゲテ」（高円寺北区民集会所 第一集会室）
- 2022年12月29日 - 走りっぱなし単独ライブ「ピザザザ」（ライヴ喫茶 亀）